# Goorkha Craters
Goorkha Craters är ett berg i Antarktis. Det ligger i Östantarktis. Australien gör anspråk på området. Toppen på Goorkha Craters är 1 220 meter över havet.
Terrängen runt Goorkha Craters är varierad. Trakten är obefolkad. Det finns inga samhällen i närheten.